# Kwelmoeraswapenvlieg
De kwelmoeraswapenvlieg (Odontomyia hydroleon) is een vliegensoort uit de familie van de wapenvliegen (Stratiomyidae). De wetenschappelijke naam van de soort is gepubliceerd in 1758 door Linnaeus in de tiende editie van Systema naturae.